# Bomba dla przewodniczącego
Bomba dla przewodniczącego (ros. Бомба для председателя) – dwunasta i ostatnia pod względem chronologicznym (pod względem publikacji czwarta) część stworzonego przez Juliana Siemionowa cyklu powieści poświęconych radzieckiemu agentowi Stirlitzowi.

## Fabuła
Rok 1967. Bohater Związku Radzieckiego profesor Maksym Maksymowicz Isajew, emerytowany pułkownik radzieckich tajnych służb, pracuje jako wykładowca akademicki na moskiewskiej uczelni. Kiedy dowiaduje się, że jego doktorant Paweł Koczew uciekł do Berlina Zachodniego postanawia wyjechać do Niemiec i osobiście zbadać sprawę zniknięcia młodego Bułgara. W tym samym czasie reżyser Ferdinand Luce, przy pomocy prokuratura Berga, prowadzi śledztwo w sprawie śmierci swojego przyjaciela, Hansa Dornbrocka. W podzielonym mieście Isajew spotyka Kurta Eismanna i Wilhelma Holtoffa – byłych oficerów Gestapo, których poznał, gdy służył w III Rzeszy jako Max Otto von Stirlitz...

## Ekranizacja
W 1976 r. Anatolij Bobrowski wyreżyserował film pt. „Życie i śmierć Ferdinanda Luce” oparty na „Bombie dla przewodniczącego”. W przeciwieństwie do powieści, głównym bohaterem filmu nie był Stirlitz a profesor Władimirow – były oficer SMIERSZ biorący udział w operacji berlińskiej.